# Glacier de Crupillouse
Le glacier de Crupillouse est un des rares glaciers encore existants dans le Valgaudemar, sur la commune de La Chapelle-en-Valgaudémar. Seuls des marcheurs ou skieurs de haut niveau ou en bonne forme peuvent l'atteindre.